# AS Cannes
Association Sportive de Cannes är en fransk sportklubb från Cannes, Frankrike grundad 4 augusti 1902. Den har aktivitet i flera sporter.

## Fotboll
Fotbollssektionen grundades 1909. Laget spelar sina hemmamatcherna spelas på Stade Pierre de Coubertin. De nådde sina största framgångar tidigt i den franska fotbollens historia. De tog vann Coupe de France 1932 och tog silver i mästerskapet 1932/1933. De höll sig kvar i högsta serien till 1949. De spelade åter i högsta division 1965/1966, men åkte ur direkt. De återvände sedan till högsta serien 1987/1988 och stannade, medan undantag för en säsong kvar där tills de kom sist säsongen 1997/1998. Under denna perioden spelade flera blivande franska storspelare som Zinedine Zidane och Patrick Vieira med klubben. Även Johnny "Bråttom" Ekström spelade för klubben under perioden och de deltog i Uefacupen två gånger (1991/1992 och 1994/1995). Efter att klubben åkte ur högstaserien har de haft svårigheter att återvända till eliten. Klubben fick p.g.a. ekonomiska problem börja om i seriesystemet 2014. 

## Handboll
Handbollssektionen gick 2016 samman med Mandelieu La Napoule handball. Den har liksom fotbollsektionen ofta legat snäppet under eliten. 

## Volleyboll
Volleybollsektionen bildades 1942. Den är (2023) det mest framgångsrika franska herrlaget med 10 titlar. På europeisk nivå har de vunnit cupvinnarecupen 1998/1999 (numera kallad CEV Cup) och CEV Cup premiärupplagan 1980/1981 (tävlingen kallas numera CEV Challenge Cup).